# Pýrgos (Limassol)
Pour l’article homonyme, voir Pýrgos.
Pýrgos (grec moderne : Πύργος) est un village chypriote situé dans le district de Limassol et comptant plus de 2 363 habitants.